# Dorfkirche Wegenstedt

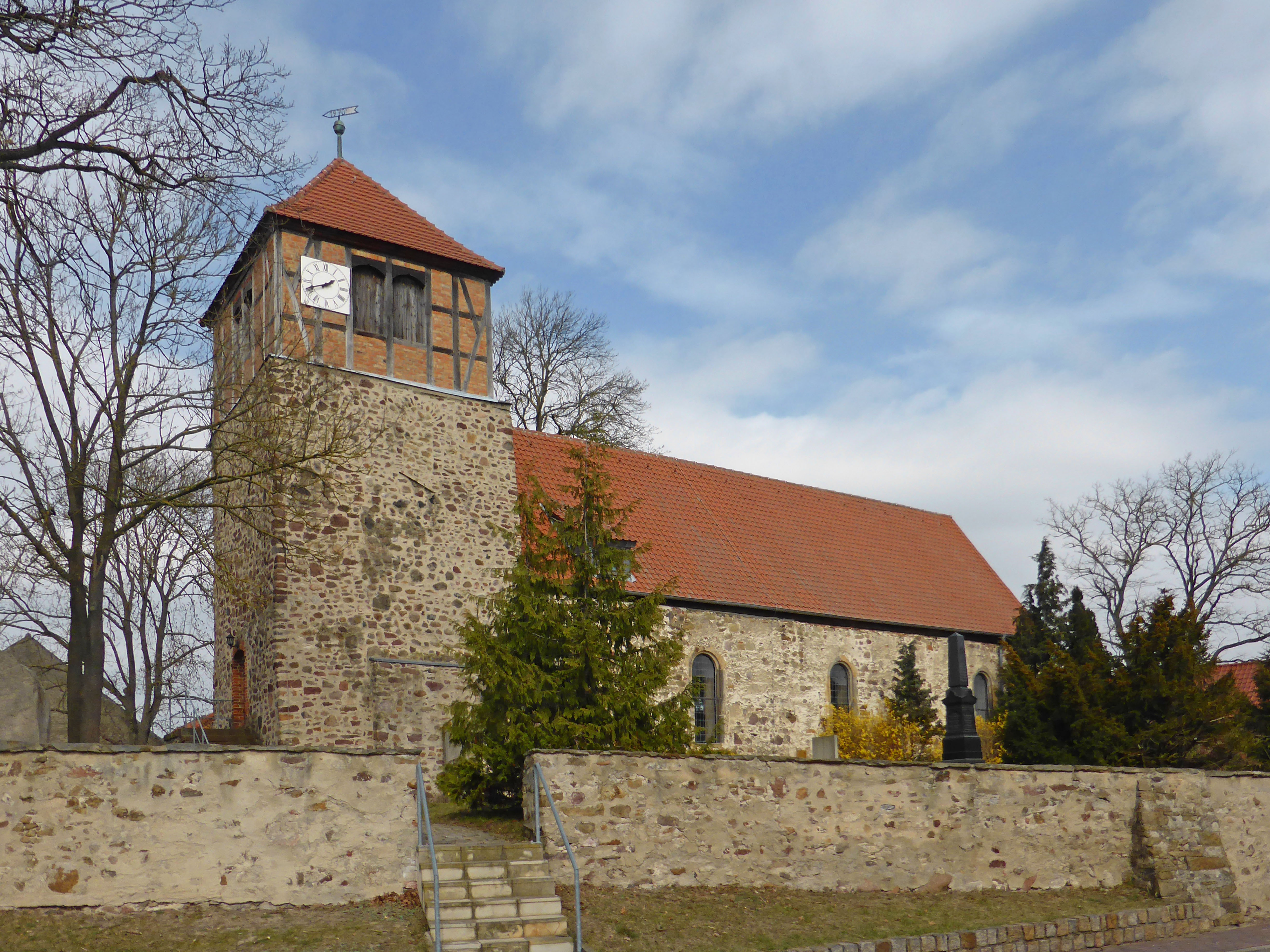
Ansicht von Südwesten

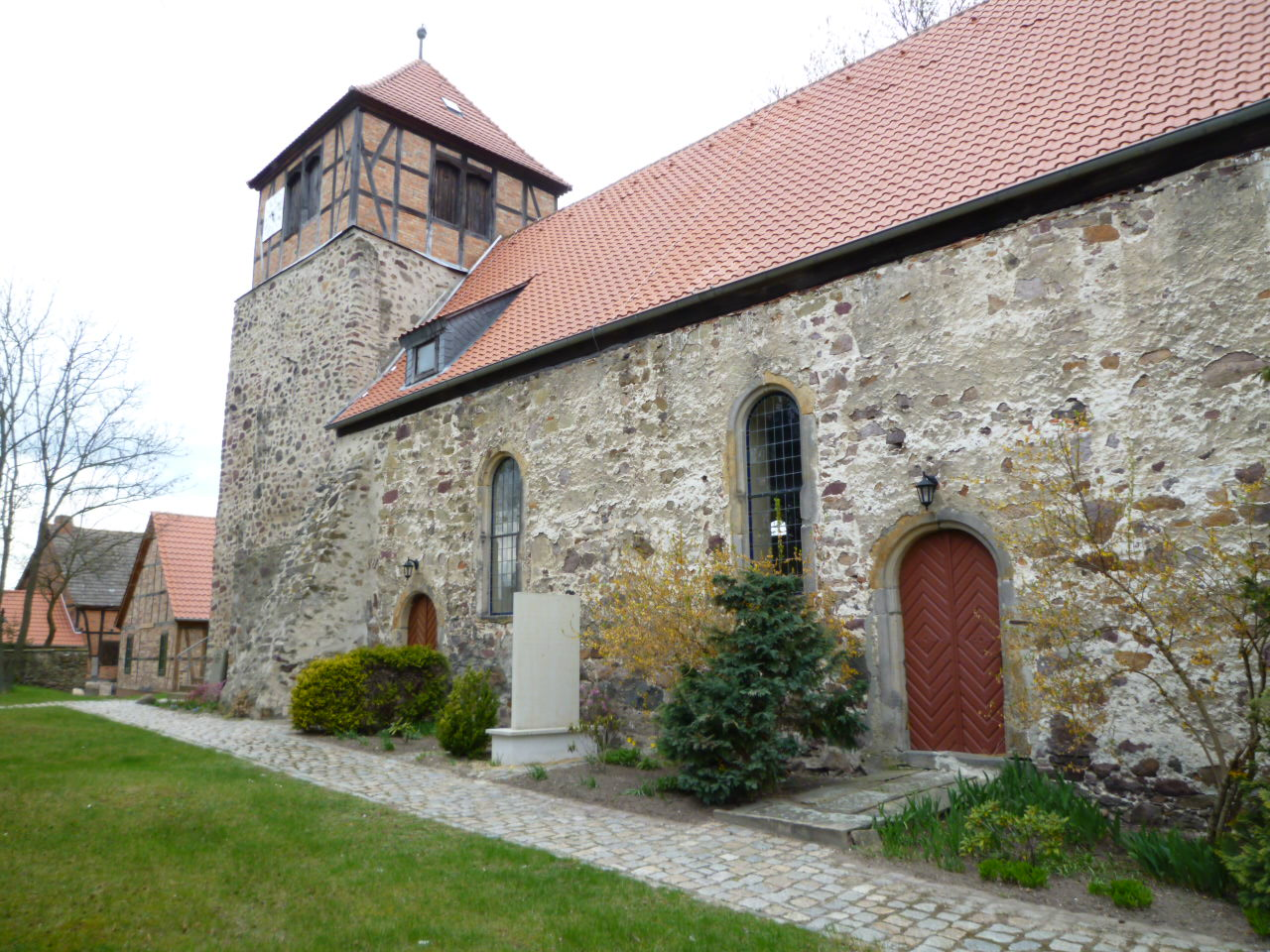
Ansicht von Südosten

Die Dorfkirche Wegenstedt ist eine evangelische Kirche im Calvörder Ortsteil Wegenstedt in Sachsen-Anhalt. Sie gehört zum Kirchenkreis Haldensleben-Wolmirstedt der Evangelischen Kirche in Mitteldeutschland.

## Architektur und Geschichte
Die geostete Dorfkirche besteht im Kern aus einer mittelalterlichen Anlage. In der ersten Hälfte des 18. Jahrhunderts erfolgten starke Veränderungen. Heute besteht die Kirche aus einem rechteckigen Saalbau mit einem Westquerturm. Barocke Rundbogenfenster prägen die seitliche Ansicht. Der Innenraum wird durch ein einheitliches barockes hölzernes Tonnengewölbe und einfache zweigeschossige Emporen dominiert. Die Kirche inmitten des mauereingefassten Kirchhofes bildet mit dem ausgedehnten Pfarrhof ein das Ortsbild prägendes Ensemble. 
Auf dem Friedhof befindet sich ein Kriegsdenkmal aus dem Ersten Weltkrieg. Außerdem befindet sich hier eine Grabplatte für den Salzburger Peter Schönecker von 1732.